# Chaptico
Els chaptico eren un grup d'amerindis nord-americans, una subtribu dels algonquins, que vivien al llarg del marge occidental de la badia de Chesapeake, prop de Saint Mary City, a Maryland. A finals del segle xvii van absorbir la subtribu dels patuxent i es pensa que van integrar-se en tribus dels piscataway, a començament del segle xviii.